# 角鼻龍類
角鼻龍類（Ceratosauria）是一群獸腳亞目恐龍，被定義為：在獸腳亞目之中，比鳥類更接近角鼻龍的所有物種。目前對於角鼻龍類的鑑別特徵、物種列表，並沒有一致的共識。根據其中一個理論，角鼻龍下目包含角鼻龍、輕巧龍、阿貝力龍等生存於晚侏羅紀到晚白堊紀的獸腳亞目恐龍，主要發現於南半球。角鼻龍類的分布廣泛，而且是恐龍時代早期的主要掠食性恐龍，然而當堅尾龍類出現時，牠們逐漸在北方各大陸消失。
傳統上，角鼻龍類不僅包含以上恐龍，還加上了生存於晚三疊紀到早侏儸紀的腔骨龍超科（腔骨龍、雙脊龍）；這使得腔骨龍超科成為角鼻龍類的較早期分支。然而，最近的研究顯示腔骨龍超科並非角鼻龍下目的一個演化支，應該獨立於角鼻龍類。該研究也發現，角鼻龍類是堅尾龍類的姊妹分類單元。

## 外部連結
- DinoData網站 （页面存档备份，存于） (需要註冊)
- 新角鼻龍類的分類歷史